# Same Mistake
Singles de James Blunt
1973 Je réalise
Pistes de All the Lost Souls
I'll Take Everything Carry You Home
Same Mistake est une chanson du chanteur britannique James Blunt. En 2007, elle est extraite en deuxième single de l'album All the Lost Souls.